# Pachyphiale
Pachyphiale Lönnr. (sadlinka) – rodzaj grzybów z rodziny Gyalectaceae. Ze względu na współżycie z glonami zaliczany jest do grupy porostów.

## Systematyka i nazewnictwo
Pozycja w klasyfikacji według Index Fungorum: Gyalectaceae, Ostropales, Ostropomycetidae, Lecanoromycetes, Pezizomycotina, Ascomycota, Fungi.
Synonimy nazwy naukowej: Bacidiopsis Bagl.
Nazwa polska według W. Fałtynowicza.

## Gatunki
- Pachyphiale arbuti (Bagl.) Arnold 1871[4]
- Pachyphiale carneola (Ach.) Arnold 1871 – sadlinka rożkowata
- Pachyphiale fagicola (Arnold) Zwackh 1862 – sadlinka buczynowa
- Pachyphiale geoicoides (Vain.) Vězda 1969[4]
- Pachyphiale gyalizella (Nyl.) S. Ekman 1996[4]
- Pachyphiale himalayensis Vězda & Poelt 1974[4]
- Pachyphiale lecanorina J. Steiner 1918[4]
- Pachyphiale lojkana (Nyl.) Keissl. 1933[4]
- Pachyphiale ophiospora Lettau 1937[4] – sadlinka skręcona

Nazwy naukowe na podstawie Index Fungorum. Nazwy polskie według W. Fałtynowicza.